# Чжан Дай
Чжан Дай (кит. трад. 張岱, пиньинь Zhāng Dài, 1597 — 1679) — китайский писатель, поэт и историк времен падения империи Мин и утверждения власти империи Цин. Был знатоком театрального искусства, ценителем чая и известным гурманом своего времени. Лично написал собственный некролог.

## Биография
Происходил из аристократической семьи. Родился в 1597 году в уезде Шаньинь (современный городской округ Шаосин провинции Чжэцзян). Получил классическое образование, что позволяло надеяться на удачную карьеру чиновника. Однако отказался от прохождения императорского экзамена. Богатство его семьи позволило Чжан Даю заниматься наукой, расширять свои знания. Он много путешествовал по империи, увлекался театром, музыкой.
Во время восстания Ли Цзычэна в 1640-х годах Чжан Дай сначала спрятался в своем имении близ устья реки Янцзы. Во время вторжения маньчжуров в 1644-1645 годах скрывался в горах. Лишь в 1649 году смог вернуться в свое поместье. Но имущество Чжан Дая было разграблено. Последующие годы он провел, занимаясь литературными и историческими трудами. Жил от получения арендной платы с земель, которыми владел. Умер в 1689 году.

## Творчество
Всего Чжан Дай написал около 30 прозаических произведений. Он был мастером малой формы. На закате империи Мин он создал много эссе, самыми известными из которых считаются «На рынке наложниц в Янчжоу», «Путешествие на остров Путуо», «Комментарий к работам Маттео Риччи», «Ледяная гора».
Уже после захвата страны маньчжурами он создает сборники эссе: «Воспоминания о мечтах Тао-аня» и «Во сне вспоминаю озеро Сиху». Это изящные жанровые картинки, описания природы, воспоминания о знаменитых актерах и др. Его воспоминания о прежней свободной жизни были написаны уже после прихода маньчжуров и пробуждали в читателях, привыкших к аллегориям, патриотические чувства. Чжан Дай внес в прозу поэтический струю, в том числе в пейзажной лирике.
Значительный вклад Чжан Дай сделал в историческую науку. В 1670-1680-х годах Чжан Дай составляет историю империи Мин, где анализирует ее развитие и причины упадка и уничтожения («Книга Каменной шкатулки»). В разделе «Исторические пробелы» автор привлекает внимание к забытым или малоизвестным событиям в истории Китая.
Чжан дай очень гордился своей семьей и своими земляками, поэтому посвятил им «Биографии необычных людей» — жизнеописания 8 членов семьи Чжан; «Портреты праведных людей области Шаосин с комментариями» — 400 биографий со II тысячелетия до н.э. до 1360-х годов.
Чжан Дай также сочинял замечательные поэмы, наиболее известны «Новый год», «К господину Лу».